# ۲۹۴ (قمری)
۲۹۴ (قمری)، دویست و نود و چهارمین سال در گاهشماری هجری قمری است. اول محرم این سال برابر با بیست و هفتم اکتبر سال ۹۰۶ میلادی است.

## رویدادها
- کشتار و غارت کاروان‌های حج به دست قرمطیان؛ سرکوب قرمطیان به دست نیروهای خلیفهٔ عباسی

## درگذشتگان
- زکرویه رهبر قرمطیان کشته‌شد.

## منبع
- مشکویه رازی، تجارب‌الامم، ترجمهٔ علینقی منزوی، جلد پنجم، چاپ اول، انتشارات توس، ۱۳۷۶